# 堤真佐子
堤 眞佐子（つつみ まさこ、1917年8月10日 - 1976年8月4日）は日本の元女優。東京市出身。本名は堤 雅子。夫は俳優の北沢彪。
1930年、日本劇場附属音楽舞踊学校に入学。舞踊を花柳壽二郎、河上鈴子、声楽を杉山芳野里に就いて学ぶ。同窓生に春野八重子、江戸川蘭子がいる。1932年『浪子』（WES）で映画デビュー。翌年PCLに入社、『ほろよひ人生』に出演。庶民的な娘役を演じて人気を得る。1942年PCLの後身東宝を退社。戦後も映画、テレビドラマなどに出演した。晩年は自身の趣味の延長で自宅で古民藝の店を運営した。

## 出演作品

### 映画
- ほろよひ人生（1933年）
- 只野凡児 人生勉強（1934年）
- エノケンの青春酔虎伝（1934年）
- 乙女ごゝろ三人姉妹（1935年）
- 放浪記（1935年）
- あきれた連中（1936年）
- 恋愛の責任（1936年）
- 彦六大いに笑ふ（1936年） - ミル 役
- 女人哀愁（1937年） - 妹・よし子 役
- 良人の貞操（1937年）
- 阿部一族（1938年） - 女中・お咲 役
- 樋口一葉（1939年） - くに子 役
- 南海の花束（1942年） - 原田里子 役
- エデンの海（1950年） - 女教師 役
- 危険な英雄（1957年） - きぬ 役
- サザエさんの青春（1957年） - 中年のおばさん 役
- 殴りつける十代（1960年） - 三田とも子 役

### テレビドラマ
- わが家の青春（1958年-1960年、KR）
- 奔流（1960年、NET）
- アッちゃん（1965年、日本テレビ）
- 続アッちゃん（1965年-1966年、日本テレビ）
- 新アッちゃん（1966年、日本テレビ）